# Can Queló
Can Queló és una masia de Gurb (Osona) inclosa a l'Inventari del Patrimoni Arquitectònic de Catalunya.

## Descripció
L'estructura de la casa és de planta quadrada amb coberta a doble vessant i petites obertures regulars. El portal principal està format per una gran llinda de pedra d'un sol carreu, que es recolza sobre unes rebranques planes de pedra d'un sol carreu.
És una particularitat la lliça o pati central al que conflueixen les diferents dependències de la casa, ja que les dues vies d'accés (a banda i banda de la façana principal) són extremadament estretes, de manera que tanquen el pati desmesuradament.

## Història
D'aquesta construcció cal destacar el caràcter del parament, diferent segons la importància i funcionalitat de l'edifici. La masia té un aparell de carreuons irregulars units amb morter i arrebossat tot ell amb la capa molt gruixuda de fang, que el protegeix. En canvi, les dependències de tipus secundari, situades al voltant del pati, estan construïdes completament amb tàpia, excepte els fonaments, que són de pedra i morter.